# Эммануил (линейный корабль)
«Эммануи́л» — 66-пушечный парусный  линейный корабль Балтийского флота России. Был заложен 24 февраля (8 марта) 1822 года на Охтенской верфи Санкт-Петербурга, спущен на воду 29 июля (10 августа) 1824 года. Строительство вёл Александр Андреевич Попов. Корабль принимал участие в Русско-турецкой войне 1828—1829 годов.

## Описание
«Эммануил» был первым кораблём Русского флота с круглой, а не транцевой, кормой. Это упрощало конструкцию, существенно упрочняло корпус и улучшало мореходные качества. Так же на этом корабле впервые была использована смешанная система набора с использованием железных книц и медных креплений в носовой части.

## История службы
В 1825 году корабль перешёл из Санкт-Петербурга в Кронштадт. На следующий год он, в составе эскадры адмирала Р. В. Кроуна, ходил в практическое плавание в Северное море до Доггер-банки. 10 июня 1827 года с эскадрой адмирала Д. Н. Сенявина «Эммануил» вышел из Кронштадта и направился в Англию, прибыв 28 июля в Портсмут. После того, как эскадра Л. П. Гейдена ушла в Средиземное море, отряд Сенявина 12 августа покинул Портсмут и 13 сентября пришёл в Кронштадт.
В июне 1828 года «Эммануил» с эскадрой контр-адмирала П. И. Рикорда вышел из Кронштадта и направился в Средиземное море по маршруту Кёге-бухта — Копенгаген — Плимут — Гибралтар. В сентябре 1828 корабль пришёл в Ла-Валлетту (Мальта), а 11 октября ушёл в Архипелаг. Со 2 ноября 1828 года по 27 апреля 1829 года корабль с отрядом Рикорда блокировал Дарданеллы, а 1 мая пришёл к Поросу.
В дальнейшем корабль был уже неспособен нести службу в качестве боевого корабля и использовался как плавучий госпиталь.
В 1830 году «Эммануил» был продан Греции за 30 тысяч испанских талеров.

## Командиры
Командирами корабля служили:
1. 1825 — П. А. Караулов
2. с 1826 до июня 1829 — Е. Е. Куличкин
3. с июня 1829 по 1830 — П. И. Тыртов